# Castello di Donoratico

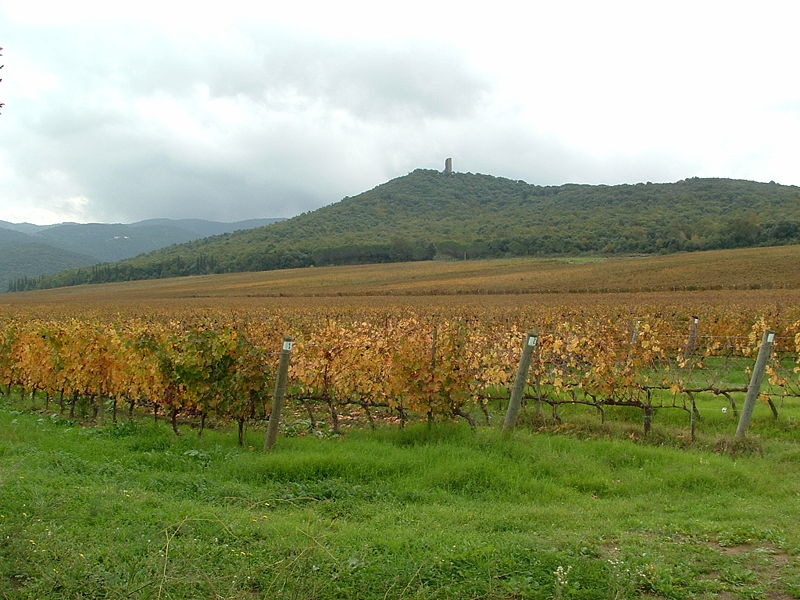
La torre di Donoratico

Il castello di Donoratico, o torre di Donoratico, è un fortilizio ubicato alla sommità di una modesta altura nei pressi di Donoratico, nel comune di Castagneto Carducci, in provincia di Livorno.
Il complesso, oggi in rovina, fu distrutto intorno alla metà del XV secolo e oggi sopravvivono soltanto alcuni ruderi della cinta muraria esterna e della torre.

## Storia
Il castello di Donoratico fu costruito dalla famiglia Della Gherardesca, che nel XII secolo ne fece la propria dimora privilegiata. Alcune fonti, invece, affermano che il castello fosse feudo degli Aldobrandeschi, che lo diedero in concessione ai loro vassalli Della Gherardesca, alla fine del XII secolo. Infatti, il castello di dominio di Guglielmo degli Aldobrandeschi fino alla sua morte. Passò poi ai Della Gherardesca durante le lotte territoriali che scoppiarono in Toscana sul disfacimento dei territori della contea Aldobrandesca, aggredita a nord dal Comune Fiorentino, ad oriente da quello senese e orvietano e da Pisa ad Occidente.   
Tuttavia la struttura ha origini più antiche ed inizialmente, ancor prima del X secolo, era costituita dall'insediamento del monastero di San Colombano, di tipo ligneo di probabile fondazione longobarda e successivamente dipendente dall'XI secolo fra i possedimenti del monastero di San Pietro a Monteverdi. Ancor prima vi era una fortezza etrusca, come si può desumere dai ritrovamenti rinvenuti durante gli scavi.
Successivamente il castello, provvisto già allora di una chiesa dedicata a san Colombano (inizialmente a navata unica), fu ricostruito in pietra, mentre nel XII secolo si registra la realizzazione di una torre e di una nuova cinta di mura. La sommità del castello venne chiusa in una seconda cortina muraria e, al contempo, anche la chiesa fu ampliata.
In seguito fu costruita una nuova torre appoggiata alla precedente e, tra il XIV ed il XV secolo, le mura vennero rinforzate con una struttura a scarpa.
Il castello e la chiesa furono distrutti nel 1447, durante la discesa di Alfonso V d'Aragona.
Sotto i resti della chiesa venne ritrovato l'antico e veneratissimo Crocifisso ligneo quattrocentesco; trasportato a Castagneto Carducci, si vide la fondazione nel 1587 della chiesa del Santissimo Crocifisso.
Del castello rimangono solo i resti e la torre, ristrutturata nel 1929.

## La leggenda del conte Ugolino
La leggenda vuole che il celebre conte Ugolino della Gherardesca, descritto da Dante Alighieri nel canto XXXIII dell'Inferno, abbia abitato in questo castello.
Giosuè Carducci, particolarmente legato ai territori maremmani, citò la Torre di Donoratico nei versi della poesia Avanti! Avanti!, dando credito alla leggenda:
Torre di Donoratico a la cui porta nera

Conte Ugolin bussò

Con lo scudo e con l'aquile a la Meloria infrante,

Il grand'elmo togliendosi da la fronte che Dante

Ne l'inferno ammirò?»
(Giosuè Carducci, Avanti! Avanti!)

## Descrizione
L'elemento di maggior impatto del castello è la torre che ancora si eleva in tutta la sua originaria altezza e che costituiva la residenza signorile.
Di essa si conservano il lato ovest, parte del fronte nord ed il lato meridionale, addossato ad una seconda torre, di altezza inferiore e di epoca più recente.
Questi ruderi furono restaurati nel 1929, quando alcune pietre furono rimosse e trasportate a Castagneto Carducci, dove furono impiegate per la costruzione del campanile della propositura di San Lorenzo.
Scavi archeologici hanno permesso di rinvenire tracce della pavimentazione in pietra e cotto ed i resti della chiesa.
A breve distanza dalla torre sono situati i resti di necropoli e di alcune tombe etrusche.